# NGC 761
NGC 761 је спирална галаксија у сазвежђу Троугао која се налази на NGC листи објеката дубоког неба.
Деклинација објекта је + 33° 22' 35" а ректасцензија 1h 57m 49,6s. Привидна величина (магнитуда) објекта NGC 761 износи 13,6 а фотографска магнитуда 14,5. NGC 761 је још познат и под ознакама UGC 1439, MCG 5-5-36, CGCG 503-64, VV 425, PGC 7395.